# دوغ إيفانز (فنان قتال مختلط)
دوغ إيفانز (بالإنجليزية: Doug Evans) هو فنان قتال مختلط أمريكي، ولد في 10 أكتوبر 1980 في أنكوريج في الولايات المتحدة.

## وصلات خارجية
- دوغ إيفانز على موقع يو إف سي (الإنجليزية)
- دوغ إيفانز على موقع بيلاتور (الإنجليزية)
- دوغ إيفانز على موقع شيردوغ (الإنجليزية)
- دوغ إيفانز على موقع IMDb (الإنجليزية)